# Wilfrid Simon
Pour les articles homonymes, voir Simon.
Wilfrid Simon, né le 3 décembre 1955 à Paris, est un écrivain français, auteur de roman policier.

## Biographie
De 1978 à 1995, il voyage à travers le monde exerçant différents métiers comme vendeur de journaux, pêcheur, traducteur, photographe, convoyeur de bateaux, charpentier...
En 1998, il publie son premier roman noir, Balade africaine. Selon Claude Mesplède, le roman noir est « un genre qui lui permet de dénoncer avec force les injustices et les hypocrisies dont il a été le témoin ».
En 1999 dans Corps en kit, il crée le personnage de Babette Lagarrigue, ancienne activiste en mai 68 ayant conservé ses convictions et ancienne chercheuse au CNRS. 

## Œuvre

### Romans

#### Romans signés Wilfrid Simon

##### SérieBabette Lagarrigue
- Corps en kit, Éditions du Rocher, coll. « Affaires secrètes » (1999)  (ISBN 2-268-03282-5)
- Les Rats d'Obiang, Éditions du Rocher, coll. « Affaires secrètes » (1999)  (ISBN 2-268-03281-7)
- Esclaves diplomatiques, Éditions du Rocher, coll. « Affaires secrètes » (2000)  (ISBN 2-268-03574-3)

##### Autres romans
- Les Murs, Éditions de la Différence coll. « Littérature » (1988)  (ISBN 2-7291-0317-1)
- Le Rêve du petit soldat, Éditions de la Différence coll. « Littérature » (1994)  (ISBN 2-7291-0986-2)
- Eremos,  Éditions de la Différence coll. « Littérature » (1993) (ISBN 978-2-7291-0901-1)
- Balade africaine, Éditions du Rocher, coll. « Grands Romans » (1998)  (ISBN 2-268-02769-4)
- Les Funambules, Kaléidoscope (1998)
- La Passagère clandestine, Éditions du Rocher, coll. « Thriller » (1999)  (ISBN 2-268-03186-1), réédition Éditions Gallimard, coll. « Folio policier » no 239 (2002)  (ISBN 2-07-041079-X)
- La Petite Épouse, Presses de la Renaissance (2003)  (ISBN 2-85616-880-9)
- La Course, Éditions du Rocher, coll. « Grands Romans » (2003)  (ISBN 2-268-04612-5)
- L'Assassin, Kaléidoscope (2006)

#### Romans signés Jack Swift
- Bogue 2000, Éditions du Rocher, coll. « Grands Romans » (1999)  (ISBN 2-268-03317-1)
- Opération Virus, Éditions du Rocher, coll. « Grands Romans » (2001)  (ISBN 2-268-03931-5)
- 2012, les jours d'avant, Alphée (2011)  (ISBN 978-2-7538-0671-9)

#### Roman signé Jake Hill
- Trash Story, Éditions du Rocher, coll. « Grands Romans » (2002)  (ISBN 2-268-04154-9)

#### Roman signé Arthur Colin
- L'Enfant indigo, Éditions du Rocher, coll. « Grands Romans » (2003)  (ISBN 2-268-04474-2)
- L’Œil du monde et l'Enfant indigo, Éditions du Rocher (2004)  (ISBN 2-268-05017-3)
- La Prophétie de l'enfant indigo, Éditions du Rocher (2005)  (ISBN 2-268-05568-X)
- Le Message des crânes de cristal, Éditions Alphée (2007) (ISBN 978-2753802049)
- La Vallée des Hommes Libres, Éditions Alphée (2008)  (ISBN 978-2753802773)
- Le Cercle du Silence, Éditions Alphée (2009)  (ISBN 978-2753803688)

### Nouvelle signée Wilfrid Simon
- Dakar-Paris, dans le recueil Contes noirs de fin de siècle, Fleuve noir, coll. « Les Noirs » no 71 (1999)  (ISBN 2-265-06583-8)

## Sources
: document utilisé comme source pour la rédaction de cet article.
- Claude Mesplède (dir.), Dictionnaire des littératures policières, vol. 2 : J - Z, Nantes, Joseph K, coll. « Temps noir », 2007, 1086 p. (ISBN 978-2-910-68645-1, OCLC 315873361), p. 781-782.